# Pattison (Texas)
Pattison es una ciudad ubicada en el condado de Waller en el estado estadounidense de Texas. En el Censo de 2010 tenía una población de 472 habitantes y una densidad poblacional de 56,06 personas por km².

## Geografía
Pattison se encuentra ubicada en las coordenadas 29°49′9″N 95°58′34″O / 29.81917, -95.97611. Según la Oficina del Censo de los Estados Unidos, Pattison tiene una superficie total de 8.42 km², de la cual 8.42 km² corresponden a tierra firme y (0%) 0 km² es agua.

## Demografía
Según el censo de 2010, había 472 personas residiendo en Pattison. La densidad de población era de 56,06 hab./km². De los 472 habitantes, Pattison estaba compuesto por el 79.87% blancos, el 4.87% eran afroamericanos, el 0.42% eran amerindios, el 0.42% eran asiáticos, el 0% eran isleños del Pacífico, el 11.86% eran de otras razas y el 2.54% pertenecían a dos o más razas. Del total de la población el 29.03% eran hispanos o latinos de cualquier raza.